# Languyan
Languyan è una municipalità di terza classe delle Filippine, situata nella Provincia di Tawi-Tawi, nella Regione Autonoma nel Mindanao Musulmano.
Languyan è formata da 20 baranggay:
- Adnin
- Bakaw-bakaw
- Bakong
- Bas-bas Proper
- Bas Likud
- Basnunuk
- Darussalam
- Jakarta (Lookan Latuan)
- Kalupag
- Kiniktal
- Languyan Proper (Pob.)
- Marang-marang
- Maraning
- Parang Pantay
- Sikullis
- Simalak
- Tubig Dakula
- Tuhog-tuhog
- Tumahubong
- Tumbagaan